# Иринарх (Синеоков-Андриевский)
Архиепископ Иринарх (в миру Иван Дамианович Синеоков-Андриевский; 13 [25] сентября 1871, Екатеринослав — 1 марта 1933) — епископ Русской православной церкви, архиепископ Пермский.

## Биография
Родился 13 (25) сентября 1871 года в Екатеринославе в дворянской семье.
Окончил Екатеринославскую духовную семинарию. В 1897 году окончил Киевскую духовную академию со степенью кандидата богословия. 11 августа был рукоположён в сан пресвитера и определён священником домовой церкви Екатеринославского арестантского исправительного отделения. Состоял также членом Екатеринославской духовной консистории и преподавателем Закона Божия.
С 11 августа 1898 по 1 августа 1899 года — законоучитель Закавказской учительской гимназии и Гори-Анастасинской женской гимназии в городе Гори Тифлисской губернии.
С 1 августа 1899 по 1 ноября 1900 года — священник первой миссионерской Покровский церкви в Тифлисе (ныне Тбилиси).
1 ноября 1900 года перемещён в Екатеринославскую епархию и назначен законоучителем Александровского среднего механико-технического училища.
1 июля 1903 года был вновь назначен законоучителем Закавказской учительской гимназии и Гори-Анастасинской женской гимназии в Гори.
1 августа 1906 года переведён в Саратовскую губернию, но 1 ноября того же года возвращён на прежнее служение в Гори.
В 1910 году принял монашество с именем Иринарх.
С 11 января 1911 года — инспектор Якутской духовной семинарии в сане игумена.
26 августа 1913 года был переведён ректором Таврической духовной семинарии и 8 сентября того года возведён в сан архимандрита. Архиепископ Антоний (Храповицкий) направлял к архимандриту Иринарху заграничных воспитанников — турецких, сербских, болгарских, которых тот устраивал в семинарию.
16 июля 1917 года в Петрограде хиротонисан во епископа Берёзовского, викарий Тобольской епархии. 20 июля 1917 года епископ Иринарх возвратился в Симферополь. В тот же день в кафедральном соборе города ему была устроена торжественная встреча. 27 июля он отбыл из Крыма к месту своей новой службы в Тобольск. Епископ Ермоген (Долганёв) подарил епископу Иринарху свою панагию.
После убийства 16 июня 1918 года епископа Гермогена встал во главе Тобольской епархии.
С приходом в июне 1918 года в Сибирь Белой армии сибирское духовенство во главе с епископом Иринархом признало власть Белого правительства.
2 (15) августа 1918 году епископ Иринарх в сослужении сонма духовенства в присутствии военных и гражданских представителей Сибирского правительства и множества молящихся совершил чин погребения Гермогена (Долганёва).
В ноябре 1918 года был избран членом Временного высшего Церковного управления Сибири на Сибирском церковном совещании в Томске.
По благословению епископа Иринарха в 1919 года в приходах собирали средства на нужды Сибирской армии, оказывали помощь продуктами и одеждой фронту. В июне 1919 года в Сибири повсеместно проходили празднования годовщины победы Белой армии в регионе, и Церковь принимала прямое участие в этих мероприятиях.
C потерей Белой армией основных позиций и стремительным отступлением её на восток, опасаясь расправ красноармейцев, епархиальное руководство поставило на обсуждение вопрос об эвакуации клира и наиболее ценного церковного имущества. В августе — сентябре 1919 года из Тобольской епархии эвакуировалась значительная часть духовенства во главе с епископом Иринархом, члены епархиального совета, преподаватели Тобольской духовной семинарии.
В конце 1919 года в Западной Сибири вновь была восстановлена власть советского правительства. После четырёхмесячного тюремного заключения епископ Иринарх в статье «Правда о большевиках из уст служителя церкви. Беседа с Тобольским епископом Иринархом» признавался, что «духовенство с ужасом ждало прихода красных… Но красные войска, заняв Тобольск, никого из духовенства не тронули», в городе сохранялись мир и спокойствие. Епископ Иринарх выразил свою радость, что советская власть перешла от разрушения к строительству, поскольку считал идеалом союз автономной Церкви и христианского государства, исключающий возможность насилия с одной и другой сторон.
После начала кампании изъятия церковных ценностей призвал верующих Тюменской губернии: «не допустите, чтоб скорбь ваша перешла в грех… с покорностью, спокойствием и благоразумием отнестись к… отобранию излишка ценностей». Изъятие ценностей вызвало в народе недовольство. Осведомители губотдела ГПУ сообщали: «Между архиепископом Николаем (Тобольским) и епископом Иринархом (Тюмень) по вопросу изъятия ценностей замечается резкое расхождение, не переходящее до сих пор в открытый антагонизм… Епископ Тюмени Иринарх сохраняет открытую оппозицию власти. Среди части жителей г. Тюмени распространяются слухи, что Иринарх воззвание по изъятию ценностей не подписывал…».
Арест епископа Иринарха совпал с окончанием операции по изъятию церковных ценностей: «По состоянию на 5 мая 1922 года изъято всего ценностей в Тюмени из 8-ми церквей <…>: серебра — 52 пуда 30 фунтов; золота — пять фунтов и ценных камней — 1609, из них бриллиантов — 195…». С мая 1922 года находился в Москве без права выезда, был привлечён к суду за «сокрытие ценностей» Тюменского монастыря и осуждён: «… В начале сентября 22 года губотделом в Троицком монастыре были обнаружены скрытые ценности в виде серебряных риз до 9 пудов веса. Активное участие в сокрытии ценностей принимал заключенный в Рабдоме епископ Иринарх, который через некоторое время за это преступление был судим и приговорен к 7-ми годам заключения…». Продолжал числиться епископом Тюменским.
12 апреля 1925 года подписал акт о передаче высшей церковной власти митрополиту Крутицкому Петру (Полянскому).
Проживая в городе Сычёвка Смоленской епархии, подал патриаршему местоблюстителю митрополиту Петру прошение: «прошу благословения Вашего Высокопреосвященства пожить и послужить мне в г. Великом Устюге и др[угих] приходах Северо-Двинской епархии», на что митрополит Петр 27 июня 1925 года наложил резолюцию: «Благословляется Преосвященному епископу Иринарху иметь попечение и заботы о православных приходах Велико-Устюжской епархии».
По данным митрополита Мануила (Лемешевского), до приезда епископа Иринарха в Великий Устюг обновленцы пользовались там большим влиянием. Епископу Иринарху, присланному митрополитом Крутицким Петром, чтобы исправить положение, пришлось проводить усиленную работу с верующими, объясняя, почему невозможно примирение с обновленцами на выставленных ими условиях и участие в Соборе 1925 года. В результате его трудов православные отказались от участия в Соборе и даже не приняли делегацию от епархиального съезда.
В марте — сентябре 1927 года проживал в Шайтанке Тагильского округа (вероятно, в ссылке). С сентября 1927 по февраль 1928 года находился в ссылке в Краснококшайске Марийской автономной области.
Был назначен епископом Якутским, куда прибыл в июле 1928 года. В Якутии при нём была сложная обстановка, связанная с т. н. «ксенофонтовщиной», сменой партийно-советского руководства, ликвидацией общества «Саха Омук», закрытием Троицкого кафедрального собора города Якутска по решению Якутского ЦИК с последующим расстрелом архимандрита Серафима (Винокурова) и пятерых священников.
В 1930 году по болезни из Якутска выезжал в Мариуполь. Заезжал к заместителю патриаршего местоблюстителя митрополиту Сергию (Страгородскому), от которого в 1931 году получил направление в Пермскую епархию.
23 декабря 1931 года был арестован в Перми. Проходил по групповому «делу архиепископа Синеокова-Андреевского. Тюменская обл., 1932 г.» Обвинялся в активном членстве в «к[онтр]/р[еволюционной] церковно-монархической повстанческой организации „Союз Спасения России“.» 14 мая 1932 года особым совещанием при коллегии ОГПУ по ст. 58-10, 58-11 Уголовного кодекса РСФСР был приговорён к пяти годам концлагерей.
По сведениям митрополита Мануила (Лемешевского) скончался 1 марта 1933 года, обстоятельства смерти неизвестны.